# Micromaldane pamelae
Micromaldane pamelae är en ringmaskart som beskrevs av Rouse 1990. Micromaldane pamelae ingår i släktet Micromaldane och familjen Maldanidae. Inga underarter finns listade i Catalogue of Life.